# 创客
的概念源于英文和两词综合的含义，指酷爱科技、热衷实践的人。创客以分享技术、交流思想为乐。以创客为主体的社区、创客文化的载体被稱作创客空間（makerspace）。

## 创客的概念

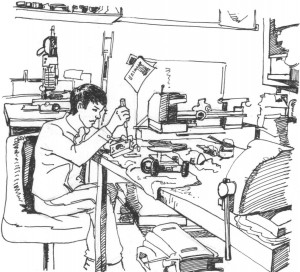
一位创客

创客文化具有技术主导、开源分享的理念，以酷、新为名誉共识。创客空间的初始理念是结合不同自创客的能量，激发每个人的创造力，类似科技兴趣制作领域合作社。当今的创客空间更多类似于孵化器。

## 创客文化
创客文化（maker culture）是一种亚文化，是在大众文化当中产生的变种文化。亚文化通常植根于有独特兴趣且抱有执着信念的人群，创客正是这样的一群人——他们酷爱科技、热衷亲自实践，并且坚信自己动手丰衣足食。创客文化是DIY文化的延伸，它在其中糅合了技术元素。DIY文化则是朋克理念与反消费主义的结合，朋克理念通常代表了反叛、反权威、个人主义和自由思维等。由此诞生的创客文化兼有两者的部分特点，它不认同随意消费，乐于在现有的资源下创造性的再利用。

## 创客特点的内涵
创客的兴趣主要集中在以工程化为导向的主题上，例如电子、机械、机器人、3D打印等，也包括相关工具的熟练使用，如CNC、雷射切割机等，还包括传统的金属加工、木工及艺术创作，例如铸造、手工艺品等。他们善于挖掘新技术、鼓励创新与原型化，他们不单有想法，还有成型的作品，是“知行合一”的忠实实践者。他们注重在实践中学习新东西，并加以创造性的使用。
创客通常有着较强的知识管理能力，他们中的一部分人倾向于用线索式的邮件（如邮件列表）来管理个人事务。创客有着较为固定的群体，彼此熟识且有稳定的线下聚会则是其活跃的舞台。创客在其中与其他人分享自己的研究成果或作品，同时尽可能的展示所有的技术细节。他们在交流中聆听建议获取启发，整合来自不同知识领域的创意是他们的长处所在，所以通常的创客作品中有很多跨界的合作，许多都是艺术、工程、电子等领域的整合。他们热衷于追求事物的本源，对物理、化学、天文等自然学科抱有极为浓厚的兴趣，他们乐于探索原理性的真相，“拆解”也是乐趣的来源之一。駭客空間、创客空間以及TechShop等等都是创客经常聚集的线下场所。他们在这里举办workshop带领新人进入社区，通过自由的黑客松来发挥创意、训练彼此的默契，走出户外的Maker Faire、火人祭同样也是他们自我展示的盛大节日。

## 创客社群
创客的社群保持适度的开放，让来自于各领域的人在寻找到机会的同时也保证社群本身的正常运转。他们不拒绝任何商业化的可能，甚至他们当中的有些人精于此道。但同样很重要的一点是，社群在其中必须保持中立，以避免短视的行为将整个社群拖入利益纠葛的泥沼。
目前，中国已经有比较知名的创客空间有上海的新车间、北京创客空间、深圳的柴火创客空间、TechSpace、SZDIY hackerspace、Hong Kong Maker Club。

## 影响
随着《连线》杂志主编克里斯·安德森（克瑞斯·安德森 (作家)）的《创客：新工业革命》一书的热卖，这一人群随即引起了社会各界的目光。

## 相關活動
Maker Faire是为Maker打造的国际平台，通过嘉年华的形式，期待Maker能在快乐的气氛中，分享作品並激發更多的創意。在台灣，由泰電電業-馥林文化引進並舉辦 Maker Faire Taipei，自2013年以來連續舉辦五屆Maker Faire Taipei，累積總參觀人數已經超過十萬人次。身為台灣連結創客教育與科技產業的最大平台，2017年更領先全球推出創客藝術展，表現台灣Maker融合深厚人文底蘊與趣味互動科技的創作實力。